# Michael Ferdinand von Althann

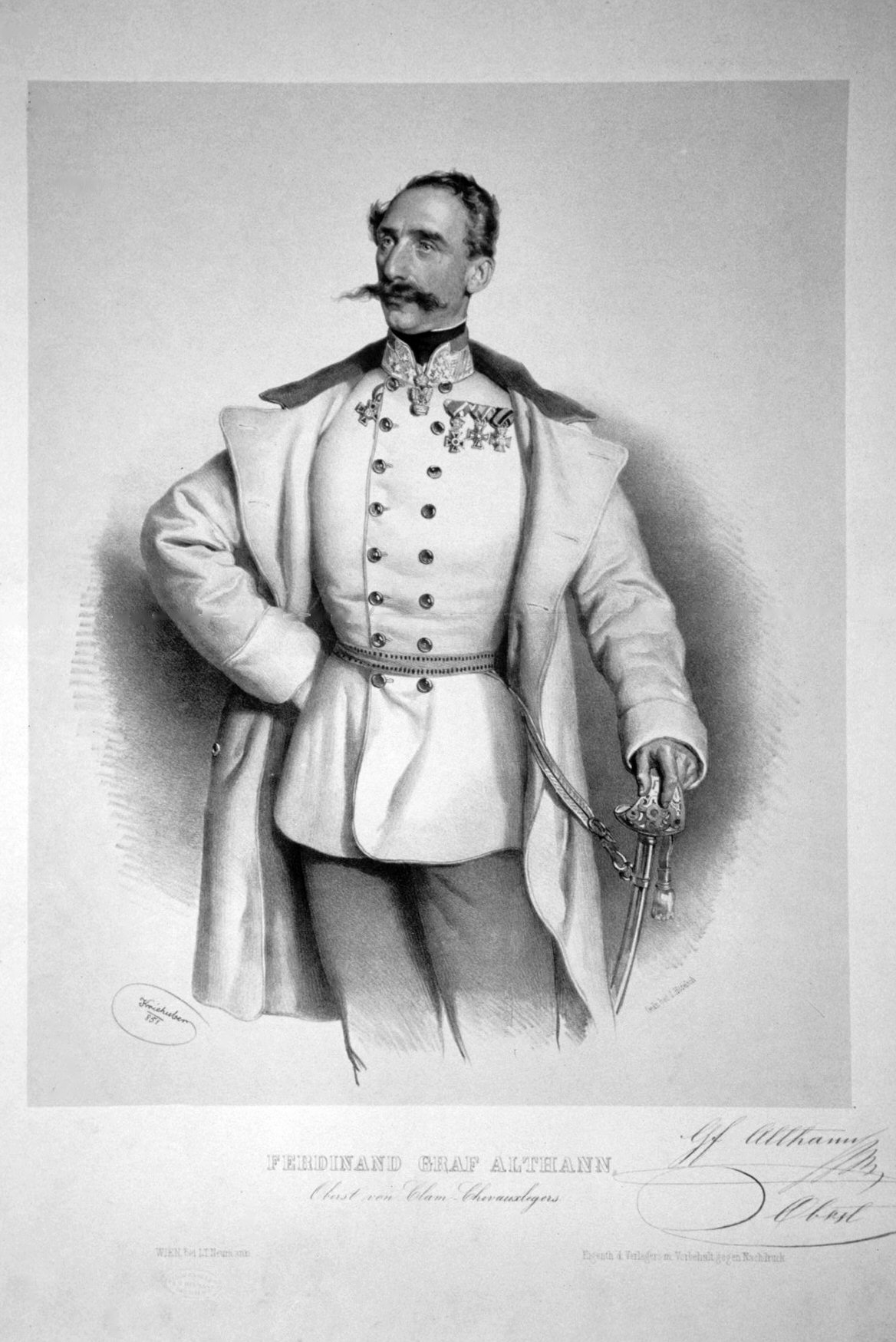
Ferdinand Graf von Althann, Lithographie von Josef Kriehuber, 1857

Michael Leopold Ferdinand Graf von Althann (* 29. Juli 1808 in Linz; † 30. Mai 1890 in Gronenberg) war ein Offizier des Kaisertums Österreich. Ferner war er k.k. Kämmerer sowie Grande 1. Klasse von Spanien.

## Leben

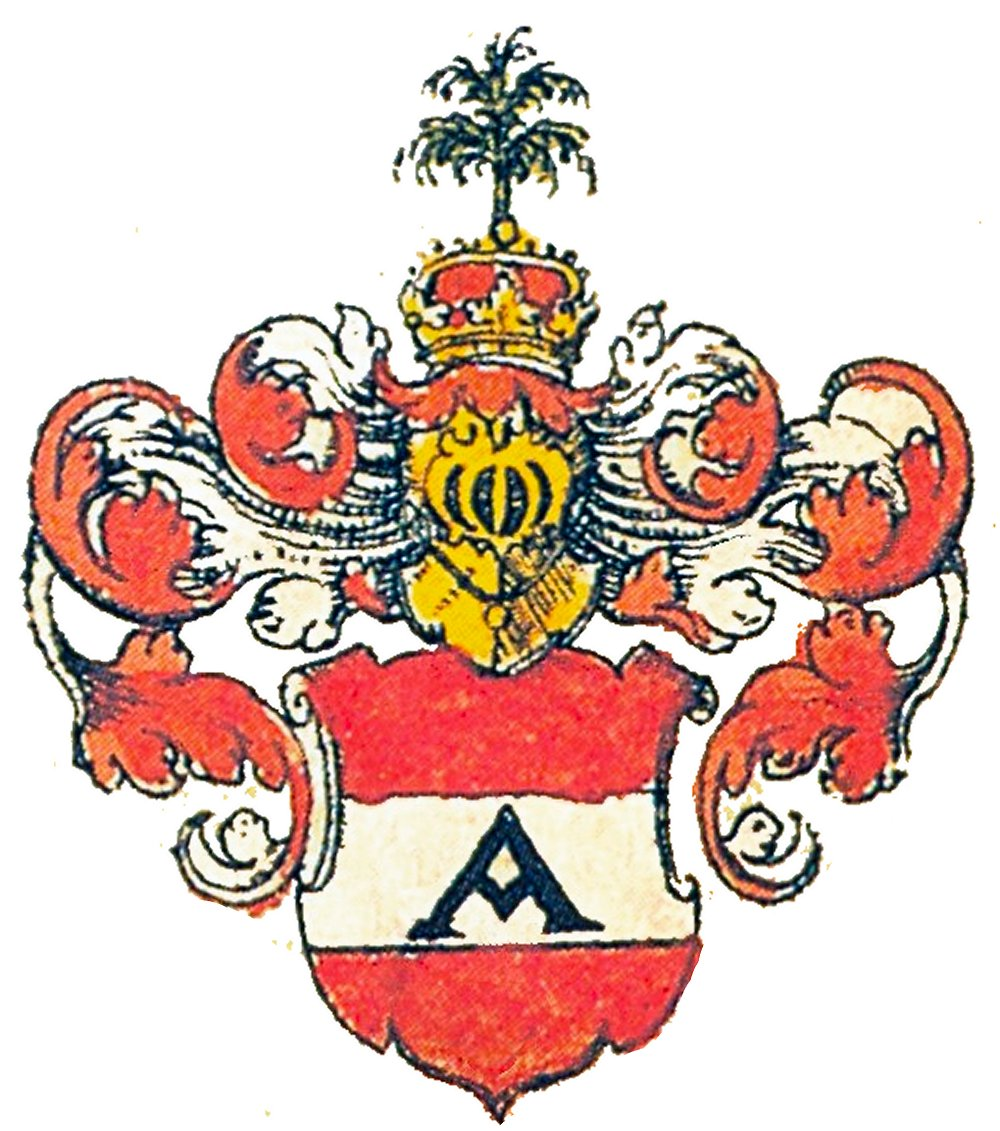
Wappen derer von Althann

Als Sohn von Michael Maximilian Franz Graf von Althann Freiherr von und zu Goldburg zu Murstetten (* 13. März 1769; † 28. November 1834) und dessen Frau Maria Franziska Antonia Gräfin von Thürheim (* 4. Dezember 1774; † 30. Dezember 1818) wurde Michael Leopold Ferdinand Graf von Althann am 29. Juli 1808 in Linz geboren, er gehört zum Adelsgeschlecht Althann. 1823 wurde er Kadett im 27. Infanterie-Regiment und stieg nach Ablauf der Jahresfrist zum Fähnrich auf. Bis 1837 wirkte er als Eskadronskommandant, im folgenden Jahr wurde er erstklassiger Grand von Spanien. 1840 fungierte er außerdem als Kämmerer. Im Chevaulegerregiment war er seit 1845 Major. Außerdem beteiligte er sich 1848/1849 am Feldzug gegen Ungarn, wobei er durch seine Stellung als Regimentsoberst Ruhm bekam. Er wurde dann als Generalmajor pensioniert.
Für von Althanns Verdienste erhielt er den Österreichisch-kaiserlichen Leopold-Orden und den Orden der Eisernen Krone zweiter Klasse. 
Am 20. April 1836 hatte er sich mit Maria Gräfin Pejácsevich de Veröcze (* 20. April 1811; † 28. Mai 1883) verheiratet. Aus der Ehe kennt man vier Kinder:
- Maria Eleonora Gräfin von Althann (* 30. August 1838) ⚭ Anton Heinrich Schröder († 20. März 1913)
- Marie Hermine von Althann (* 1839)
- Michael Alexander Graf von Althann (* 19. Juni 1842; † 28. Februar 1916) ⚭ Gräfin  Irma Adamovich de Csepin (* 7. November 1854; † 8. Oktober 1933)
- Marie Ottilie Gräfin von Althann (* 30. März 1847; † 1916)

Am 30. Mai 1890 verstarb von Althann 81-jährig in Gronenberg.